# Benjamin Vanninen
Benjam Vanninen detto Benjamin (Harlu, 29 giugno 1921 – Heinola, 22 luglio 1975) è stato un fondista finlandese.
Era fratello di Pekka, a sua volta fondista di alto livello.

## Biografia
Originario di Rautalakhti di Harlu (località annessa all'Unione Sovietica dopo la Seconda guerra mondiale), nel 1945 vinse la prima delle sue medaglie, entrambi argenti, ai Campionati finlandesi. In carriera si aggiudicò due volte la 50 km di Lahti (1946 e 1948) e altrettante la 50 km di Ounasvaara (1946 e 1947).
Ai V Giochi olimpici invernali di Sankt Moritz 1948 vinse la medaglia di bronzo nella 50 km con il tempo di 3:57:38,0, posizionandosi dietro agli svedesi Nils Karlsson e Harald Eriksson con più di quattro minuti di distacco dal secondo classificato.

## Palmarès

### Olimpiadi
- 1 medaglia, valida anche ai fini iridati:
  - 1 bronzo (50 km a Sankt Moritz 1948)

### Campionati finlandesi
- 2 medaglie[1]:
  - 2 argenti (18 km nel 1945; 18 km nel 1947)